# Paolo Maria Bonaparte
Paolo Maria Bonaparte (Canino, 3 de noviembre de 1809-Grecia, 7 de septiembre de 1827) fue un noble italiano conocido por ser sobrino de Napoleón Bonaparte y por su breve participación en la Guerra de la Independencia griega

## Biografía
Fue el séptimo de los hijos de Luciano Bonaparte, y el quinto de los habidos en su segundo matrimonio con Alexandrine de Bleschamps. Tuvo los siguientes hermanos y hermanos de padre, fruto del primer matrimonio de este con Christine Boyer:
- Charlotte Bonaparte Boyer (1795-1865), que el 27 de diciembre de 1815, en Rome, casó con Mario Gabrielli,[1][2] príncipe de Prossedi (1773- 1841), con descendencia.
- Christine Egypta Bonaparte Boyer (1798-1847), que el 28 de marzo de 1818 casó en primeras nupcias en Roma con el conde Arvid Posse (-1831), divorciándose a comienzos de 1824.[3] El 20 de julio de 1824, en segundas nupcias casó con Lord Dudley Stuart (1803-1854), último hijo de John Stuart, I Marqués de Bute, y su segunda esposa, Frances Coutts, hija del banquero Thomas Coutts.

Así como los siguientes hermanos y hermanas de padre y madre:
- Charles Lucien, II príncipe de Canino, fue un destacado naturalista y ornitólogo, que viajó a los Estados Unidos y describió numerosos géneros de palomas, petreles y aves en general. Casó con su prima Zenaida (Zenaïde Charlotte Julie Bonaparte) el 29 de junio de 1822 en Bruselas,[4]
- Laetizia (1804-1871),[5] que el 4 de marzo de 1821 casó con Thomas Wyse Bagge[6] (1791-1862), con posteridad.
- Joseph (1806-1807), muerto sin descendencia.
- Jeanne  (1807-1829), que casó con el marqués Onorato Onorati.
- Louis Lucien (1813-1891), que fue un destacado filólogo que estudió las lenguas vivas con métodos rigurosos por medio de la comparación lingüística, destacando por sus trabajos sobre el euskera.
- Pierre Napoleón  (1815-1881), que casó con Eleonor J Ruffin.
- Antoine (1816-1877), que casó con Marie Anna Cardinalli, sin posteridad.
- Marie Alexandrine (1818- 1874), que casó con el conde Constantini de Laviano.
- Constance (1823-1876), abadesa, sin posteridad.

Nacióa el 19 de febrero de 1809 en Canino, localidad que era cabeza del feudo ostentado por su padre en los Estados Pontificios, entonces príncipe de Canino. Fue bautizado al día siguiente en la capilla del palacio habitado por su familia siendo sus padrinos Pierre André Boyer (1759-1842), hermano de la primera mujer de su padre; y su tía paterna, Elisa, representada por la hermana del recién nacido, Carlota Bonaparte (1795-1865). 
Entre el 31 de enero de 1824 y el 20 de junio de 1825, fue alumno en el Colegio dei Nobili de Urbino; regentado por los jesuitas. Asimismo fueron alumnos de este colegio otros tres hermanos: Louis, Pierre y Antoine.
Fue enviado a Bolonia para realizar estudios en 1826/1827, pero no llegó a inscribirse en la universidad y llegó a protagonizar distintos escándalos . En julio de 1827 embarcó en Senigallia para participar en la Guerra de independencia griega. Llegado a Zante, se puso a las órdenes de Lord Crochane, a quien Luciano Bonaparte, su padre, había conocido en sus viajes a Inglaterra. Este marino había sido apodado por Napoleón Bonaparte, el lobo de los mares y desde agosto de 1825 mandó la armada de la Primera República Helénica que le concedió el título de archinavaque. Lord Crochane le destinó a segundo comandante de la fragata Hellas a finales de agosto. El buque se encargaba de patrullar las costas egeas.
Existen distintas versiones sobre su muerte, la principal como consecuencia de un accidente durante la limpieza de su arma a borde del buque Hellas.
Fue enterrado en la isla de Esfacteria, junto a los marinos franceses fallecidos en la batalla de Navarino.

## Iconografía
Fue retratado junto con su madre y sus hermanos en 1815 por Ingres. Así mismo el Museo Napoleónico de Roma guarda un busto por Joseph Charles Marin.

### Individuales
1. ↑  The Emperor of Nature: Charles-Lucien Bonaparte and His World, Patricia Tyson Stroud, Edita University of Pennsylvania Press 2000, ISBN: 0812235460, Pag 7.
2. ↑  The Legacy of Empire: Napoleon I and III and the Anglo-Italian Circle during the Risorgimento, Sharon Worley, Edita Cambridge Scholars Publishing (14 nov 2018), ISBN: 1527521613, Pag 75.
3. ↑  Swedish American Genealogist, Volume 3 Number 3, Article 4, (09/01/1983), Additional Notes on Arvid Posse, By Nils William Olsson.
4. ↑  Anales de la Real Academia Matritense de Heráldica y Genealogía. Vol. X. (2007), Edita Real Academia Matritense de Heráldica y Genealogía, ISSN: 1133-1240, Pag 343.
5. ↑  The spurious brood: Princess Letitia Bonaparte and her children, Olga Bonaparte-Wyse, Edita Gollancz 1969, ISBN: 057500262X.
6. ↑  Sir Thomas Wyse nació en Irlanda en 1791. Participó activamente en la política inglesa como miembro del partido Liberal desde 1821, apoyando la causa irlandesa y católica. Su labor ayudo a la publicación del Acta de Ayuda a los católicos (1829) que supuso el cenit en el proceso de Emancipación Católica en el Reino Unido. Ocupó diversos cargos políticos, Lord del Tesoro, secretario de los asuntos de las Indias y ministro plenipotenciario en Grecia desde 1849 hasta su muerte en 1862.
7. ↑  Macchi, Maria (15 de febrero de 2019). «I Bonaparte...a scuola dai gesuiti». Archivo Histórico de la Compañía de Jesús (en it-IT). Compañía de Jesús. Consultado el 20 de julio de 2024.
8. ↑  «L'Ape». Gazzetta di Milano (295). 22 de octubre de 1827. p. 1170.
9. ↑  Clair, William St (2008). That Greece Might Still be Free: The Philhellenes in the War of Independence (en inglés). Open Book Publishers. p. 284. ISBN 978-1-906924-00-3. Consultado el 15 de junio de 2023.
10. ↑  «Paolo Bonaparte | Museo Napoleonico». www.museonapoleonico.it. Consultado el 15 de junio de 2023.

### Bibliografñia
- Pitollet, Camille (Mayo-junio 1935). «Sur un fils oublié de Lucien». Revue de la Corse (en francés) (93): 172-178.
- Pappas, Spyridion (Octubre-diciembre de 1934). «Un Napoléonide mort pour la Grèce, Paul-Marie Bonaparte». Revue d'histoire diplomatique (en francés) (4): 499-523.
- Pappas, Spyridion (Enero-marzo de 1935). «Un Napoléonide mort pour la Grèce, Paul-Marie Bonaparte (Suite et fin)». Revue d'histoire diplomatique (en francés) (1): 43-66.

- Datos: Q2499282
- Multimedia: Paul Marie Bonaparte / Q2499282